# Ágar cetrimide
 Ágar cetrimide é um meio de cultura. É seletivo e diferencial para espécies de  Pseudomonas aeruginosa, uma bactéria gram-negativa. Sua coloração é âmbar claro e na presença da bactéria torna-se azul ou azul-esverdeado.
É muito usado na examinação de cosméticos, produtos farmacêuticos e material médico para testar a presença de Pseudomonas aeruginosa cuja presença não é permitida nestes produtos.